# Dante DiPaolo
Dante DiPaolo (* 18. Februar 1926 in Frederick, Colorado; † 3. September 2013 in Los Angeles, Kalifornien) war ein US-amerikanischer Tänzer und Schauspieler. Zeitweise trat er auch unter den Namen Dante De Paulo, Dante D'Paulo und Dante Di Paola auf.

## Leben
Der Sohn eines aus Italien eingewanderten Bergmannes startete bereits als Kind eine Karriere als Tänzer, die ihm den Spitznamen „Der Wirbelwind aus Colorado“ eintrug. Mit 13 Jahren spielte er neben Bing Crosby in The Star Maker seine erste kleine Filmrolle; 1946 war er mit Judy Garland in Ziegfeld Follies zu sehen. Von 1948 bis 1950 spielte er in verschiedenen Shows am New Yorker Broadway.
In den 1950er Jahren trat er als Tänzer vorwiegend in Las Vegas auf und heiratete dort eine Showtänzerin, mit der er nach Europa zog und einige Jahre in Rom lebte, wo er weiterhin Filme drehte.
Ab 1973 war der inzwischen geschiedene DiPaolo mit der Sängerin Rosemary Clooney liiert, die er bereits Ende der 1940er Jahre in Hollywood kennengelernt hatte. Im November 1997 heirateten die beiden und blieben bis zu Clooneys Tod 2002 ein Paar.

## Filmografie (Auswahl)
- 1939: The Star Maker
- 1944: Chip Off The Old Block
- 1946: Ziegfelds himmlische Träume (Ziegfeld Follies)
- 1953: Abbott und Costello gegen Dr. Jekyll und Mr. Hyde (Abbott and Costello Meet Dr. Jekyll and Mr. Hyde)
- 1953: Meet Me At The Fair
- 1954: Eine Braut für sieben Brüder (Seven Brides For Seven Brothers)
- 1956: Cha-Cha-Cha-Boom!
- 1960: Giuseppe venduto dai fratelli
- 1961: Maciste, der Sohn des Herkules (Maciste nella terra dei ciclopi)
- 1961: Maciste in der Gewalt des Tyrannen (Maciste alla corte del Gran Khan)
- 1962: Pontius Pilatus – der Statthalter des Grauens (Ponzio Pilato)
- 1963: Marte, dio della guerra
- 1963: La ragazza che sapeva troppo
- 1963: Carmen di Trastevere
- 1964: Blutige Seide (Sei donne per l'assassino)
- 1969: Sweet Charity